# Dysmelia

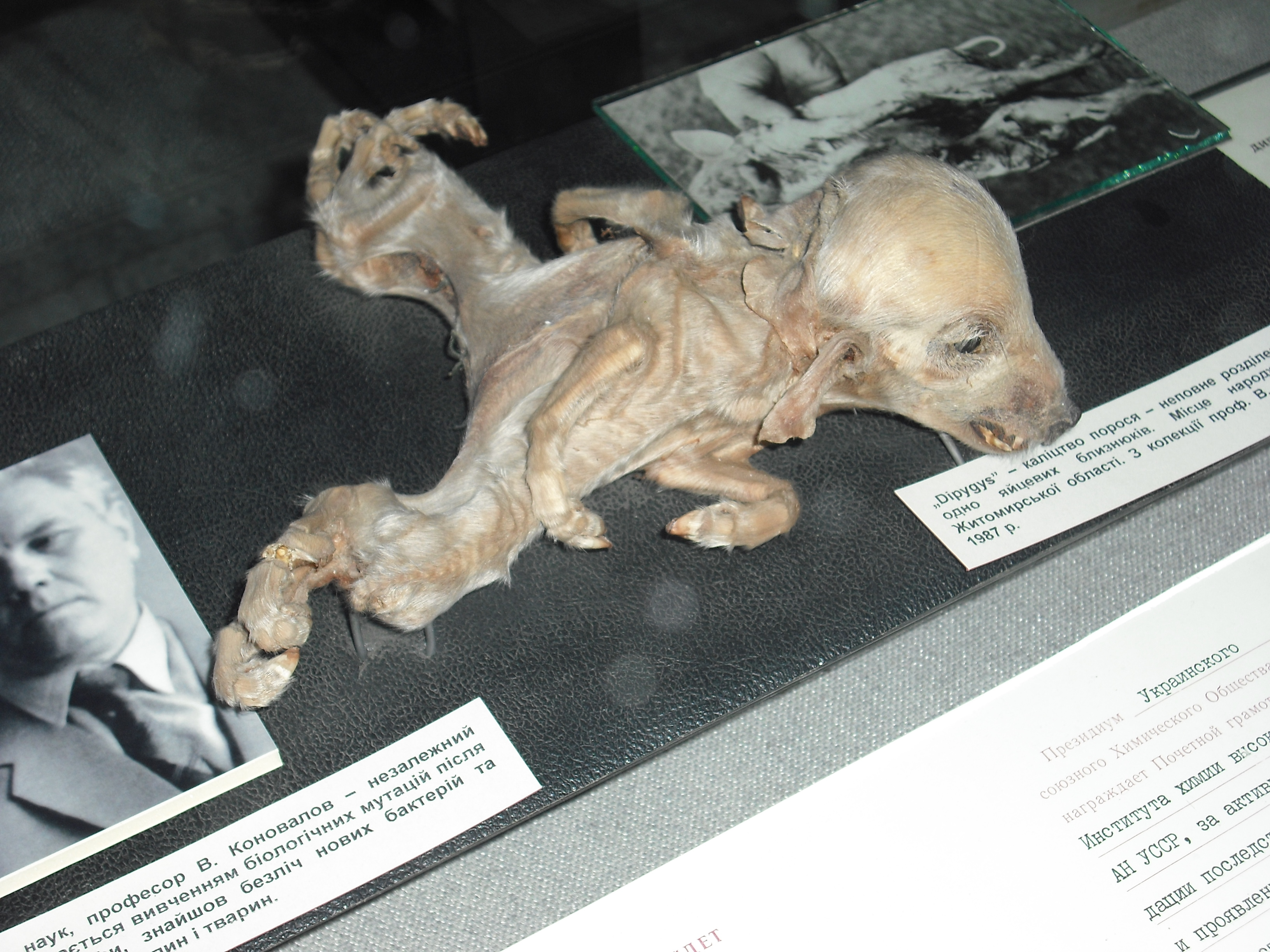
Pies z dodatkowymi kończynami typu dipygus w Muzeum Czarnobylskim w Kijowie

Dysmelia (grec. Δύσ - = "złe" + μέλος (liczba mnoga μέλεα) = "kończyny") jest wadą wrodzoną dotyczącą kończyn.
Termin ten może odnosić się do:
- braku (aplazja) kończyn: amelia, oligodaktylia,
- deformacji kończyn: ektrodaktylia, fokomelia, syndaktylia, brachydaktylia, stopa końsko-szpotawa
- za dużej ilości kończyn: polidaktylia, polisyndaktylia